# جيسي كامب
جيسي كامب (بالإنجليزية: Jesse Camp)‏ هو مقدم تلفزيوني أمريكي، ولد في 4 نوفمبر 1979 في غرانبي في الولايات المتحدة.

## وصلات خارجية
- جيسي كامب على موقع IMDb (الإنجليزية)
- جيسي كامب على موقع ميوزك برينز (الإنجليزية)